# Schule Schulstraße 2
Die ehemalige Schule Schulstraße 2, Ecke Peterstraße, im niedersächsischen Elsfleth im Landkreis Wesermarsch stammt aus dem späten 19. Jahrhundert.

Aktuell (2023) wird sie als evangelischer Kindergarten und Familienzentrum genutzt.
Das Gebäude steht unter Denkmalschutz (siehe auch Liste der Baudenkmale in Elsfleth).

## Beschreibung und Geschichte
Das zweigeschossige neunachsige traufständige historisierende verputzte Gebäude mit  Walmdach und zwei neueren Dachhäusern/Gauben, mittigen Eingang sowie mit rundbogigen (EG) und segmentbogigen (OG) Fenstern wurde um 1880 gebaut.
Es wurde durch ein geschossteilendes Band sowie ein Brüstungsband im Obergeschoss, Fensterrahmungen (im EG Rahmung von Fensterfeldern) und Kantenquaderung gegliedert und gestaltet.
Die Schule wurde bis 1967 als Real- bzw. Mittelschule genutzt und danach zum Kindergarten umgerüstet. Seit 1967 besteht das neugebaute Schulzentrum, die heutige Oberschule Elsfleth, Wurpstraße 5, in der in den 1970er Jahren bis zu 1200 Kinder unterrichtet wurden.
Das Landesdenkmalamt befand: „ … geschichtliche Bedeutung … als beispielhafter Schulbau der Zeit um 1880 … .“